# 밀로시 오브레노비치
밀로시 오브레노비치(세르비아어: Милош Обреновић / Miloš Obrenović, 1780년 3월 18일 ~ 1860년 9월 26일)는 세르비아 공국의 초대 공작(크네즈(Knez), 재위: 1817년 11월 6일 ~ 1839년 6월 25일, 1858년 12월 23일 ~ 1860년 9월 26일)이다.

## 생애

### 독립 활동
밀로시 오브레노비치는 1780년 3월 18일 농민 테오도르 미하일로비치(Teodor Mihailović)와 비시냐 우로셰비치(Višnja Urošević)의 아들로 태어났으며 본명은 밀로시 테오도로비치(Miloš Teodorović)였다.
1813년에는 세르비아를 지배하고 있던 오스만 제국의 세력이 약해지자 결사대를 만들어 제1차 세르비아 봉기를 일으켰다. 이 과정에서 형인 오브렌 마르티노비치(Obren Martinović)를 잃었고, 형의 이름을 본따서 오브레노비치로 개명했다.
1815년부터 1817년까지 세르비아인들이 오스만 제국으로부터의 독립을 요구하면서 일으킨 제2차 세르비아 봉기의 지도자를 역임했다. 1817년 밀로시는 세르비아의 독립 과정에 참여했던 또다른 구성원이기도 한 카라조르제(Karađorđe)와 대립한 끝에 카라조르제를 몰아내고 세르비아 공국의 초대 공작(크네즈, Knez)이 되었다.

### 통치
밀로시는 오스만 제국의 영향을 받아 다소 독선적인 정책을 펼쳤쳤다. 그 결과 밀로시는 민심을 잃고 1839년 6월 25일 맏아들인 밀란 오브레노비치 2세에게 공작위를 물려줘야만 했다. 1842년 카라조르제의 아들인 알렉산다르 카라조르제비치(Aleksandar Karađorđević)가 세르비아 공국을 장악하자 그에 대한 반대 운동을 펼쳤다. 알렉산다르 카라조르제비치가 물러난 1858년 12월 23일 밀로시는 세르비아 공국의 공작(크네즈, Knez)로 재즉위했다. 1860년 9월 26일 80세의 나이로 사망했다.